# Willy Kruyt
John William (Willy) Kruyt (Amsterdam, 8 september 1877 - Berlijn, juli 1943) was een Nederlands predikant, christensocialistisch, later communistisch Tweede Kamerlid en spion tijdens de Tweede Wereldoorlog.

## Levensloop
Kruyt was sinds 1910 lid en vanaf 1914 voorzitter van de Bond van Christen-Socialisten. Hij verdedigde de zelfstandigheid van de bond tegenover de SDAP. Samen met Bart de Ligt richtte Kruyt in 1915 de 'actie voor Conscentievrijheid' op, waarmee hij ijverde voor erkenning van dienstweigering op grond van gewetensbezwaren. In deze tijd (1913-1918) was Kruyt werkzaam als Nederlands-hervormd predikant in Gennep. Hij werd in 1918 Tweede Kamerlid en secretaris van de Revolutionaire Kamerclub.
Kruyt maakte in 1919 de oversteek naar de fractie van de Communistische Partij Holland (CPH). In 1920 was hij aanwezig geweest op het tweede congres van de Communistische Internationale en verwijderde zich sindsdien steeds meer van zijn christensocialistische standpunten. Zijn mening over de juist opgerichte Sovjet-Unie was positief, geweld kon volgens Kruyt in sommige gevallen onvermijdelijk en geoorloofd zijn. Kruyt trad in april 1921 toe tot de CPH. Bij de verkiezingen in 1922 kwam hij op een vierde plaats en kon voor zichzelf geen zetel meer veroveren.
Omdat hij in deze tijd niet alleen zijn baan, maar ook zijn vrouw verloor, vertrok Kruyt naar Berlijn om er te gaan werken voor de Internationale Rode Hulp onder leiding van de propagandist en uitgever Willi Münzenberg. Hij werkte er ook als journalist van een van Münzenbergs tijdschriften, de Arbeiter Illustrierte Zeitung. Korte tijd verbleef hij hierna in Parijs, waar hij voor het blad Nos Regards werkte. Hij keerde echter weer snel terug naar Berlijn. Hij trouwde 1932 in Berlijn met de Duitse Gustel Schmidt en werkte er bij het gezantschap van de Sovjet-Unie. Twee jaar na de regeringswisseling in 1933, waarbij Adolf Hitler kanselier werd, vluchtte het gezin Kruyt naar Moskou, waar Willy Kruyt in de Lenin-bibliotheek werkzaam was. Met zijn zoon Niko volgde hij een spionnenopleiding om zo terug te kunnen keren naar Nederland - hij vertrok eerst naar Engeland en vervolgens werd hij in 1942 in Belgisch bezet gebied geparachuteerd. Door een ongelukkige landing werd Kruyt door de Duitsers gevat en via Fort van Breendonk naar Berlijn gebracht, waar hij in juli 1943 werd gefusilleerd.

## Familie
Willy Kruyt trad op 30 april 1901 in het huwelijk met Truus Hogerzeil. Zij hadden vier kinderen, waaronder pianist Herman Kruyt. Kruyt hertrouwde na het overlijden van zijn vrouw op 18 september 1923 met de musica Nelly Dentz; zij hadden twee kinderen. Na echtscheiding hertrouwde Kruyt in 1932 met de Duitse communiste Gustel Schmidt.
Hij was een broer van de scheikundige Hugo Kruyt.

## Loopbaan
- uitgever/procuratiehouder (bedrijf van zijn vader)
- kandidaat-predikant te Zeist
- predikant Nederlandse Hervormde Kerk te Gennep (Lb.), van maart 1913 tot 1 september 1918
- lid Tweede Kamer der Staten-Generaal, van 17 september 1918 tot 24 juni 1922
- redacteur "De Plattelandstribune"
- werkzaam bij de Internationale Arbeidershulp te Berlijn
- journalist "Arbeiter Illustrierte Zeitung"
- journalist "Nos Regards"
- functionaris Gezantschap van de Sovjet Unie te Berlijn
- bibliothecaris Lenin-bibliotheek te Moskou, vanaf 1935

## Publicaties
- Openingsrede van den voorzitter' in: Het karakter van den B.v.C.S. (Schiedam 1915) 45-54
- Verleden, heden en toekomst. Een politieke beschouwing (Rotterdam 1917)
- De Tragedie van de Tweede Internationale inzake Georgië (Amsterdam 1922).